# Pierantonio Tremolada
Pierantonio Tremolada (Lissone, 4 ottobre 1956) è un vescovo cattolico e biblista italiano, dal 12 luglio 2017 vescovo di Brescia.

## Biografia
Nasce a Bareggia, frazione di Lissone, in provincia di Monza e della Brianza e arcidiocesi di Milano, il 4 ottobre 1956.

### Formazione e ministero sacerdotale
Dopo le elementari, frequenta gli studi nei seminari arcivescovili.
Il 13 giugno 1981 è ordinato presbitero, nella cattedrale di Milano, dall'arcivescovo Carlo Maria Martini (poi cardinale).
Subito dopo l'ordinazione è inviato a Roma presso il Pontificio seminario lombardo e frequenta il Pontificio Istituto Biblico, dove nel 1984 ottiene la licenza in scienze bibliche e nel 1996 il dottorato in scienze bibliche con una tesi sulla Passione secondo il Vangelo di Luca, diretta da padre Albert Vanhoye (poi cardinale).
Dal 1985 per più di 25 anni, insegna Sacra Scrittura (introduzione ed esegesi del Nuovo Testamento e greco biblico) presso la Facoltà teologica dell'Italia settentrionale con sede nel seminario diocesano e presso l'Istituto superiore di scienze religiose. Dal 1987 al 1995 è redattore capo della rivista biblica Parole di Vita, dallo stesso anno organizza corsi di formazione, promozione ed introduzione alle Sacre Scritture nei decanati e nelle zone pastorali dell'arcidiocesi ambrosiana. Nel 1997 è nominato dal cardinale Carlo Maria Martini rettore per la formazione del diaconato permanente, compito che svolge fino al 2007, quando viene nominato dal cardinale Dionigi Tettamanzi collaboratore per la Formazione permanente del clero e responsabile dell'Istituto Sacerdotale Maria Immacolata (ISMI), che si occupa dei presbiteri del primo quinquennio di ordinazione.
Il 22 giugno 2012 il cardinale Angelo Scola rende nota la sua nomina a vicario episcopale di settore per l'evangelizzazione e i sacramenti e presidente della commissione per la formazione dei responsabili delle istituzioni di pastorale giovanile, avvenuta il 29 giugno successivo. Nel 2013 diventa presidente della Fondazione Oratori Milanesi (FOM).
Il 10 agosto 2012 papa Benedetto XVI gli conferisce il titolo onorifico di prelato d'onore di Sua Santità.

### Ministero episcopale

Stemma da vescovo titolare di Massita e ausiliare di Milano

Il 24 maggio 2014 papa Francesco lo nomina vescovo ausiliare di Milano e vescovo titolare di Massita. Il 28 giugno successivo riceve l'ordinazione episcopale, nella cattedrale di Milano, con i vescovi Franco Agnesi e Paolo Martinelli, dal cardinale Angelo Scola, co-consacranti il cardinale Dionigi Tettamanzi e il vescovo Mario Delpini (poi arcivescovo).
Il 12 luglio 2017 papa Francesco lo nomina vescovo di Brescia; succede a Luciano Monari, dimessosi per raggiunti limiti di età. L'8 ottobre seguente prende possesso della diocesi, nella cattedrale di Brescia.
Ricopre l'incarico di delegato per la scuola e la pastorale universitaria presso la conferenza episcopale lombarda. Presso la Conferenza Episcopale Italiana è membro della Commissione per l'educazione cattolica, la scuola e l'università, dal 2015 al 2021, e della Commissione per il laicato, dal 2021.
Il 14 giugno 2022, durante una conferenza stampa, annuncia che verrà sottoposto a un intervento di trapianto di midollo reso necessario da una patologia del sangue, ragione per cui affida, durante la sua assenza, la guida pastorale della diocesi al vicario generale, mons. Gaetano Fontana, e al vicario episcopale per la pastorale e i laici, don Carlo Tartari. L'8 gennaio 2023, guarito dalla malattia, fa ritorno nella diocesi per riprendere il suo ministero episcopale.

## Genealogia episcopale
La genealogia episcopale è:
- Cardinale Scipione Rebiba
- Cardinale Giulio Antonio Santori
- Cardinale Girolamo Bernerio, O.P.
- Arcivescovo Galeazzo Sanvitale
- Cardinale Ludovico Ludovisi
- Cardinale Luigi Caetani
- Cardinale Ulderico Carpegna
- Cardinale Paluzzo Paluzzi Altieri degli Albertoni
- Papa Benedetto XIII
- Papa Benedetto XIV
- Papa Clemente XIII
- Cardinale Marcantonio Colonna
- Cardinale Giacinto Sigismondo Gerdil, B.
- Cardinale Giulio Maria della Somaglia
- Cardinale Carlo Odescalchi, S.I.
- Cardinale Costantino Patrizi Naro
- Cardinale Lucido Maria Parocchi
- Papa Pio X
- Papa Benedetto XV
- Papa Pio XII
- Cardinale Eugène Tisserant
- Cardinale Bernardin Gantin
- Cardinale Angelo Scola
- Vescovo Pierantonio Tremolada